# Albrecht von Stosch
Pour les autres membres de la famille, voir Familles von Stosch.
Albrecht von Stosch, né le 20 avril 1818 à Coblence et mort le 29 février 1896 à Mittelheim, dépendant aujourd'hui d'Oestrich-Winkel, est un général d'infanterie et amiral allemand qui fut, de 1872 à 1883, ministre d'État du royaume de Prusse, et premier chef de la nouvelle amirauté allemande.

## Biographie
Stosch est le descendant d'une famille silésienne, dont le père, le général Ferdinand von Stosch (de) a été anobli en Prusse. Il épouse en 1845 à Coblence Rosalie Ulrich (1822-1902), fille d'un conseiller médical secret du royaume de Prusse, le docteur August Leopold Ulrich.
Il commence sa carrière militaire en 1829 au corps des cadets et il est nommé lieutenant en 1835 dans le 29e régiment d'infanterie. Il fréquente l'académie de guerre de 1839 à 1842. Il est affecté au département de topographie de l'état-major de 1844 à 1847 et gravit les échelons de la hiérarchie. Il est major en 1856 et colonel en 1861, puis chef d'état-major du 4e corps d'armée.
Stotch est nommé Generalmajor en 1866 et chef d'état-major de la 2e armée. Il est directeur, jusqu'en 1870, du département d'économie militaire au ministère de la guerre à Berlin, puis il est nommé lieutenant-général et devient intendant général de l'armée. Après la guerre franco-prussienne de 1870, le général von Stosch est chef de l'état-major de l'armée d'occupation en France. Il reçoit une dotation impériale de cent mille thalers pour son service.
Il est mis à la tête de la toute nouvelle amirauté allemande en janvier 1872, poste équivalent à celui d'un ministre d'État qu'il détient jusqu'en mars 1883. Il est élevé aux distinctions de général d'infanterie et d'amiral en 1875. Politiquement, Stosch est ami des libéraux et se considère comme un proche de l'empereur Frédéric-Guillaume III qui meurt prématurément. C'est donc un Altliberal, c'est-à-dire un partisan du système constitutionnel de 1848 et un opposant du système bismarckien, tout en s'accordant avec sa politique intérieure sur certains points à partir de 1883. Il s'oppose vivement au contre-amiral Werner à propos de l'orientation diplomatique et stratégique de la jeune flotte allemande. Il prend sa retraite en 1883, quelques années après l'affaire de la collision et du naufrage du SMS Großer Kurfürst, qui eut lieu en 1878.
Une corvette de la marine impériale allemande, construite par la compagnie AG Vulcan de Stettin, est baptisée de son nom en 1877 en son honneur. C'est la corvette SMS Stosch.
Le général von Stosch était propriétaire d'un domaine viticole à Mittelheim dans le Rheingau, où il passa la fin de sa vie. Il était aussi membre de la chambre des seigneurs de Prusse.

## Décorations
- Ordre de l'Aigle noir
- Pour le Mérite, 17 septembre 1866